# Mexicaanse algemene verkiezingen 2024
Mexicaanse algemene verkiezingen werden gehouden op zondag 2 juni 2024. Er waren landelijke en lokale verkiezingen.
Landelijk werd er gestemd voor:
- Een president, de opvolger van Andrés Manuel López Obrador.
- 128 leden van de Senaat.
- 500 leden voor de Kamer van Afgevaardigden.

Claudia Sheinbaum, kandidaat van de coalitie Juntos Hacemos Historia (samen schrijven we geschiedenis), won de presidentsverkiezing met 60% van de stemmen. Dezelfde coalitie behaalde 364 van de 500 zetels in de Kamer van Afgevaardigden en 85 van de 128 in de Senaat. De regeringscoalitie heeft daarmee vrijwel een tweederdemeerderheid in het Congres, benodigd om grondwetswijzigingen goed te keuren.
Lokaal werd er gestemd voor:
- 8 gouverneurs, in de volgende deelstaten: Chiapas, Guanajuato, Jalisco, Morelos, Puebla, Tabasco, Veracruz en Yucatán.
- 1 regeringsleider van Mexico-Stad
- 19.625 ambten in deelstaten en gemeentes.

Morena won de gouverneursverkiezingen in zes van de acht deelstaten plus de verkiezing van regeringsleider in Mexico-Stad.

## Landelijke verkiezingen
Als gevolg van de resultaten bij vorige verkiezingen, werden zeven politieke partijen door het Nationaal Electoraal Instituut toegelaten om deel te nemen aan de landelijke verkiezingen van 2024: de drie regeringscoalitiepartijen Morena, Partij van de Arbeid (PT) en Groene Ecologische Partij van Mexico (PVEM) en vier oppositiepartijen, namelijk de Institutioneel Revolutionaire Partij (PRI), de Nationale Actiepartij (PAN), de Partij van de Democratische Revolutie (PRD) en de Partij van de Burgerbeweging (MC).

### Presidentsverkiezingen
De president wordt verkozen volgens het principe van relatieve meerderheid: de kandidaat met de meeste stemmen wint. Naar schatting zijn een kleine 100 miljoen mensen stemgerechtigd, waarvan ruim een half miljoen buiten Mexico wonen. De nieuwe president zal aantreden op 1 oktober 2024 voor een termijn van zes jaar.

#### Kandidaten
Er waren twee allianties gevormd met drie partijen elk. De regeringscoalitie van Morena, PT en PVEM vormde de alliantie Juntos Hacemos Historia (Samen maken we geschiedenis). De oppositiepartijen PRI, PAN en PRD vormden de alliantie Frente Amplio por México (Brede Front voor Mexico). De partij MC ging alleen de verkiezingen in. Kandidaten zonder partij moesten zich melden voor 7 september 2023. Van de ruim twintig aanmeldingen werden er zes kandidaten toegelaten en hadden tot 6 januari 2024 de tijd om aan de gestelde voorwaarden, waaronder ongeveer een miljoen handtekeningen als steunbetuiging, te voldoen. Op basis van voorlopige resultaten werd begin januari 2024 bekend gemaakt dat er geen onafhankelijke kandidaten aan de verkiezingen deel mochten nemen omdat geen van de zes aan de voorwaarden had voldaan.
De alliantie van regeringsgezinde partijen organiseerde een enquete om de persoon aan te wijzen die de campagne moest leiden. Via deze enquete werd begin september 2023 Claudia Sheinbaum aangewezen als campagnecoördinator. Op 19 november 2023 werd ze ingeschreven als enige kandidaat namens de partijen Morena, PT en PVEM.
De alliantie van oppositiepartijen organiseerde eveneens een intern proces om de campagneleider aan te wijzen. Nadat alle andere kandidaten zich terugtrokken bleef alleen Xóchitl Gálvez over die aangewezen werd als campagneleider en beoogd presidentskandidaat. Op 15 november 2023 werd ze ingeschreven als enige kandidaat namens de partijen PAN, PRI en PRD.

Acht personen meldden zich op 12 november 2023 bij Movimiento Ciudadano als aspirant-kandidaat. De partij besloot dat zeven personen niet aan de eisen voldeden en schreef op 18 november 2023 alleen Samuel García, de gouverneur van Nuevo León in. Hij verkreeg verlof en benoemde een waarnemend gouverneur in Nuevo Leon. Echter, het Hooggerechtshof van Mexico bepaalde dat in dit geval de benoeming prerogatief was van het congres van de deelstaat. Het congres benoemde een waarnemend gouverneur van een oppositiepartij, waarop Samuel García in de nacht van 2 op 3 december liet weten zijn kandidatuur voor het presidentschap in te trekken en zijn gouverneurschap te hernemen. Op 10 januari 2024 kondigde García aan dat Jorge Álvarez Máynez presidentskandidaat zal zijn namens Movimiento Ciudadano.

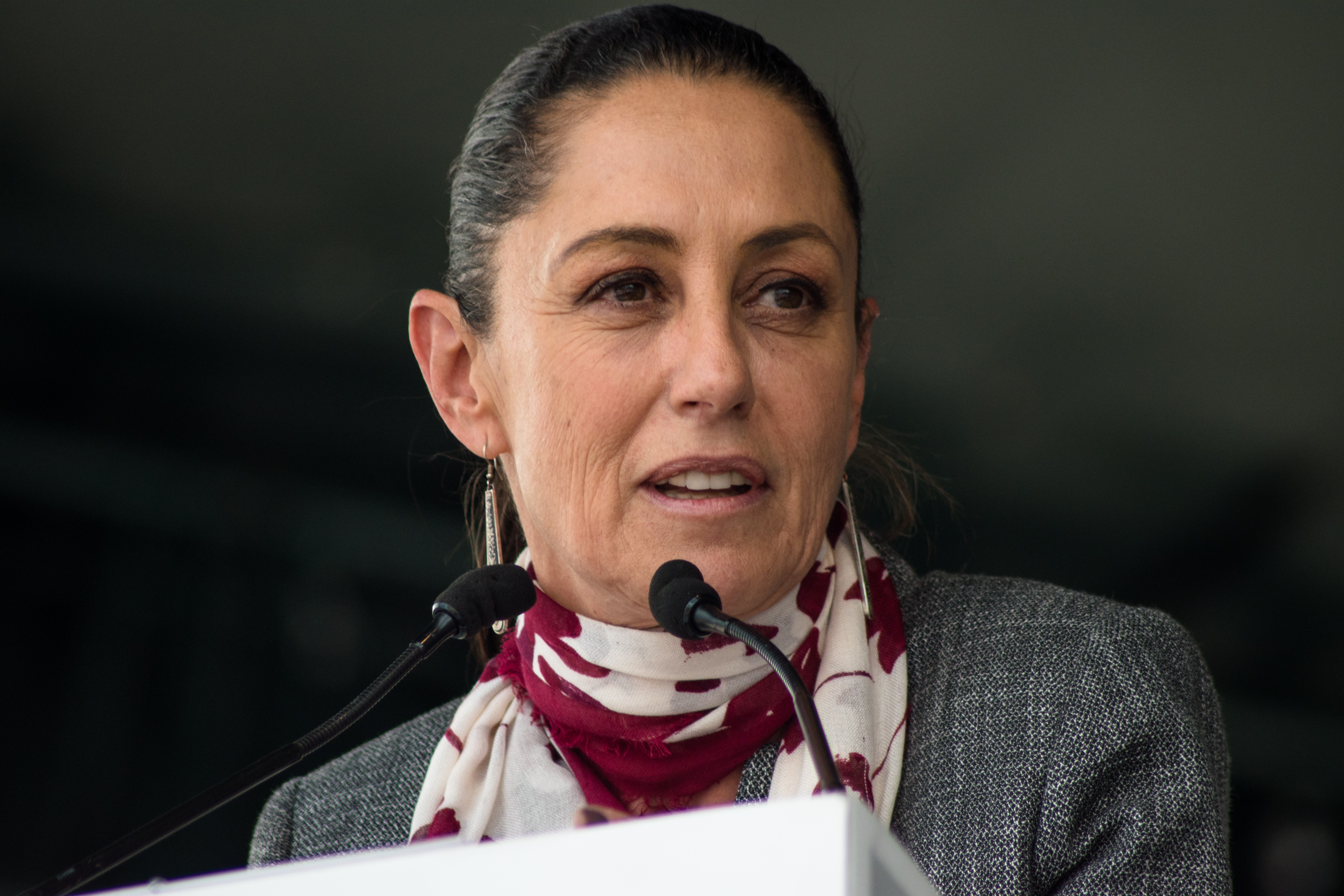
Claudia Sheinbaum Morena-PVEM-PT
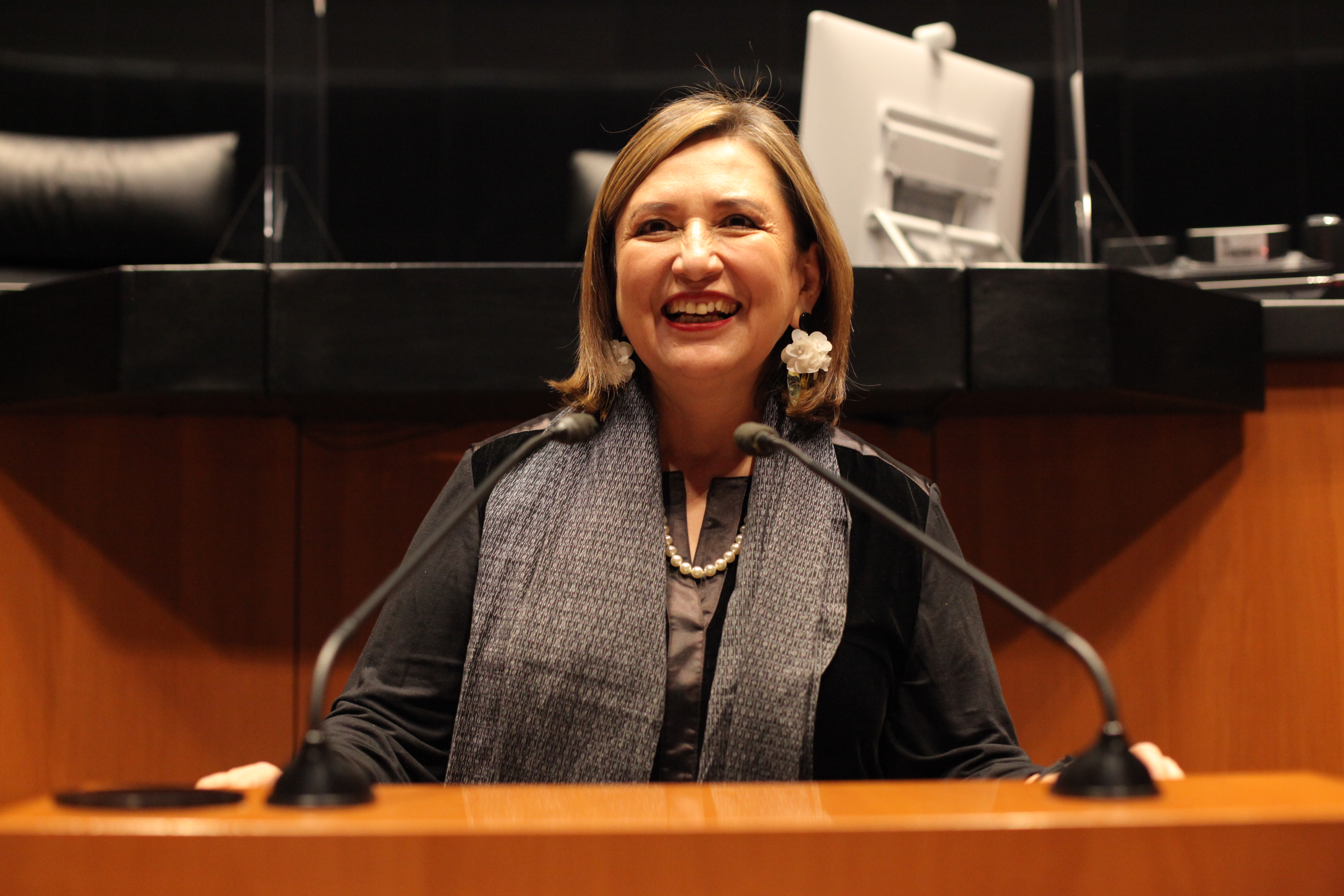
Xóchitl Gálvez PRI-PAN-PRD

##### Campagne
Op 18 januari 2024 eindigde de termijn van de voorverkiezingen en op 1 maart 2024 begon de campagne. Drie kandidaten werden toegelaten tot de presidentsverkiezingen. Het Nationaal Electoraal Instituut organiseerde drie openbare debatten, namelijk 7 en 28 april en 19 mei 2024. Deelname was verplicht voor de drie kandidaten.

##### Programmapunten
De kandidaat van de regerende partijen, Claudia Sheinbaum, presenteerde op 1 maart 2024 een programma van 100 punten. Het overkoepelende idee was continuïteit, met name wat betreft het beperkende economisch beleid, de verbetering van sociale voorzieningen en de uitvoering van emblematische openbare werken zoals de Mayatrein en het vliegveld Felipe Angeles.
De oppositiekandidaat Xóchit Gálvez presenteerde veiligheid als een van de belangrijkste speerpunten. Ze stelde een harde lijn voor om misdaad te bestrijden, dat in contrast staat tot de slogan Abrazos, no balazos (omhelzingen, geen kogels) van de regering-López Obrador gericht op het wegnemen van de onderliggende lange-termijn oorzaken van misdadigheid.
De oppositiekandidaat Jorge Alvarez Maynez legde bij de presentatie van zijn programma de nadruk op de jeugd. Hij stelde voor het gebruik van marihuana te legaliseren en huisvesting en beurzen voor studenten te verbeteren.

#### Uitslagen presidentsverkiezing
Tegen middernacht op 2 juni 2024 maakte het Nationaal Electoraal Instituut bekend dat Claudia Sheinbaum 58-61% stemmen had behaald volgens een representatieve steekproef. Al voor de bekendmaking van officiële resultaten werd Sheinbaum door buitenlandse politici gefeliciteerd met haar verkiezing. Onmiddellijk na bekendmaking van de eerste officiële uitslagen erkenden Gálvez en Alvarez de overwinning van Sheinbaum. De definitieve uitslagen werden later vastgesteld, als volgt:
| Kandidaat                                       | Alliantie                                             | Per kandidaat                                   | Per kandidaat                                   | Partij(en) | Per partij | Per partij |
| Kandidaat                                       | Alliantie                                             | Stemmen                                         | Percentage                                      | Partij(en) | Stemmen    | Percentage |
| ----------------------------------------------- | ----------------------------------------------------- | ----------------------------------------------- | ----------------------------------------------- | ---------- | ---------- | ---------- |
| Claudia Sheinbaum                               | Juntos Hacemos Historia (Samen maken we geschiedenis) | 35.924.519                                      | 59,76                                           | Morena     | 27.364.649 | 45,52      |
| Claudia Sheinbaum                               | Juntos Hacemos Historia (Samen maken we geschiedenis) | 35.924.519                                      | 59,76                                           | PT         | 3.882.813  | 6,46       |
| Claudia Sheinbaum                               | Juntos Hacemos Historia (Samen maken we geschiedenis) | 35.924.519                                      | 59,76                                           | PVEM       | 4.677.057  | 7,78       |
| Xóchitl Gálvez                                  | Frente Amplio por México (Breed Front voor Mexico)    | 16.502.697                                      | 27.45                                           | PAN        | 9.644.918  | 16,04      |
| Xóchitl Gálvez                                  | Frente Amplio por México (Breed Front voor Mexico)    | 16.502.697                                      | 27.45                                           | PRI        | 5.736.759  | 9,54       |
| Xóchitl Gálvez                                  | Frente Amplio por México (Breed Front voor Mexico)    | 16.502.697                                      | 27.45                                           | PRD        | 1.121.020  | 1,86       |
| Jorge Álvarez Maynez                            | geen                                                  | 6.204.710                                       | 10,32                                           | MC         | 6.204.710  | 10,32      |
| Overige stemmen: ongeldig, blanco, andere namen | Overige stemmen: ongeldig, blanco, andere namen       | Overige stemmen: ongeldig, blanco, andere namen | Overige stemmen: ongeldig, blanco, andere namen | 1.482.258  | 1.482.258  | 2,47       |
| Totaal uitgebracht                              | Totaal uitgebracht                                    | Totaal uitgebracht                              | Totaal uitgebracht                              | 60.115.184 | 60.115.184 | 100        |
| Totaal stemgerechtigden                         | Totaal stemgerechtigden                               | Totaal stemgerechtigden                         | Totaal stemgerechtigden                         | 98.468.994 | 98.468.994 | 61,05      |
| Bron: INE                                       |                                                       |                                                 |                                                 |            |            |            |

### Kamerverkiezingen

#### Senaat
De senaat werd verkozen voor een periode van 6 jaar. Alle 128 zetels waren verkiesbaar. Senatoren kunnen eenmaal herkozen worden en maximaal 12 jaar in de Senaat zitting hebben. Elk van de 31 deelstaten en Mexico-Stad levert 3 senatoren, namelijk twee voor de partij met de meeste stemmen en een voor de partij met de op een na meeste stemmen. De overige 32 senatoren werden verkozen door evenredige vertegenwoordiging. De coalities, gevormd voor de presidentsverkiezing, konden in elk kiesdistrict bepalen of ze met een gezamenlijke kandidaat of ieder met een eigen kandidaat deelnamen.

##### Officiële uitslagen
| Alliantie                                                 | Partij(en)                                              | Partij(en)                                              | Zetels                                                  | Zetels                                                  | +/- | Percentage | Zetelverdeling |
| Alliantie                                                 | Partij(en)                                              | Partij(en)                                              | alliantie                                               | partij                                                  | +/- | Percentage | Zetelverdeling |
| --------------------------------------------------------- | ------------------------------------------------------- | ------------------------------------------------------- | ------------------------------------------------------- | ------------------------------------------------------- | --- | ---------- | -------------- |
| Sigamos haciendo historia (We blijven geschiedenis maken) |                                                         | Morena                                                  | 83                                                      | 60                                                      | + 5 | 42,48%     |                |
| Sigamos haciendo historia (We blijven geschiedenis maken) |                                                         | PT                                                      | 83                                                      | 9                                                       | + 3 | 5,58%      |                |
| Sigamos haciendo historia (We blijven geschiedenis maken) |                                                         | PVEM                                                    | 83                                                      | 14                                                      | + 7 | 9,30%      |                |
| Fuerza y Corazón por México (Kracht en hart voor Mexico)  |                                                         | PAN                                                     | 40                                                      | 22                                                      | - 1 | 17,54%     |                |
| Fuerza y Corazón por México (Kracht en hart voor Mexico)  |                                                         | PRD                                                     | 40                                                      | 2                                                       | - 6 | 2,36%      |                |
| Fuerza y Corazón por México (Kracht en hart voor Mexico)  |                                                         | PRI                                                     | 40                                                      | 16                                                      | + 2 | 11,33%     |                |
|                                                           |                                                         | MC                                                      |                                                         | 5                                                       | - 2 | 11,33%     |                |
| Partijen die niet terugkeren in de Senaat: PES en PANAL   | Partijen die niet terugkeren in de Senaat: PES en PANAL | Partijen die niet terugkeren in de Senaat: PES en PANAL | Partijen die niet terugkeren in de Senaat: PES en PANAL | Partijen die niet terugkeren in de Senaat: PES en PANAL | - 8 |            |                |
| Totaal                                                    | Totaal                                                  | Totaal                                                  |                                                         | 128                                                     |     | 100,00%    |                |
| Bronnen: Pers en Senaat                                   |                                                         |                                                         |                                                         |                                                         |     |            |                |

##### Opmerkelijke resultaten
De regeringscoalitie van Morena, PT en PVEM behaalde 83 zetels, drie minder dan de tweederdemeerderheid die nodig is om grondwetswijzigingen goed te keuren. Echter, aangezien de PRD niet de kiesdrempel van 3% haalde en daardoor haar status als landelijke partij verloor, achtten de twee verkozen senatoren van de PRD zich vrij om de oppositie te verlaten en zich aan te sluiten bij de regeringscoalitie die daarmee reeds bij aanvang van de 66e legislatuur, op 1 september 2024, op 85 zetels kwam. De verwachting is dat er een tweederdemeerderheid geconstrueerd kan worden die de grondwetswijzigingen zal steunen.
In Jalisco werd oud-gouverneur Francisco Javier Ramírez Acuña verkozen. Felix Salgado Macedonio behield zijn zetel voor Guerrero en Manlio Fabio Beltrones werd herkozen in Sonora. Via het systeem van evenredige vertegenwoordiging kwamen Alberto Anaya, Yeidckol Polevnsky, Amalia García en Marcelo Ebrard in de Senaat.

#### Kamer van Afgevaardigden
De Kamer van Afgevaardigden werd verkozen voor een periode van drie jaar. Alle 500 zetels waren verkiesbaar. Afgevaardigden kunnen driemaal herkozen worden en maximaal 12 jaar in de Kamer zitting hebben. Er waren 300 kiesdistricten. In elk district wint de kandidaat met de meeste stemmen, volgens het principe van relatieve meerderheid. De overige 200 zetels worden toegewezen volgens het principe van evenredige vertegenwoordiging in 5 kiesregios. Coalitiepartijen kunnen een gezamenlijke kandidaat afspreken per kiesdistrict, maar kunnen ook beslissen dat in bepaalde districten iedere partij met een eigen kandidaat komt.

##### Officiële uitslagen
| Alliantie                                                 | Partij(en) | Partij(en)    | Zetels    | Zetels | +/-  | Percentage | Zetelverdeling |
| Alliantie                                                 | Partij(en) | Partij(en)    | alliantie | partij | +/-  | Percentage | Zetelverdeling |
| --------------------------------------------------------- | ---------- | ------------- | --------- | ------ | ---- | ---------- | -------------- |
| Sigamos haciendo historia (We blijven geschiedenis maken) |            | Morena        | 364       | 236    | + 38 | 40,84%     |                |
| Sigamos haciendo historia (We blijven geschiedenis maken) |            | PT            | 364       | 51     | + 14 | 5,47%      |                |
| Sigamos haciendo historia (We blijven geschiedenis maken) |            | PVEM          | 364       | 77     | + 34 | 8,39%      |                |
| Fuerza y Corazón por México (Kracht en hart voor Mexico)  |            | PAN           | 108       | 72     | - 42 | 16,89%     |                |
| Fuerza y Corazón por México (Kracht en hart voor Mexico)  |            | PRD           | 108       | 1      | - 14 | 2,43%      |                |
| Fuerza y Corazón por México (Kracht en hart voor Mexico)  |            | PRI           | 108       | 35     | - 35 | 11,13%     |                |
|                                                           |            | MC            |           | 27     | + 4  | 10,92%     |                |
|                                                           |            | Onafhankelijk |           | 1      | + 1  | 0,12%      |                |
|                                                           |            | Ongeldig      |           |        |      | 3.96%      |                |
| Totaal                                                    | Totaal     | Totaal        |           | 500    |      | 100,00%    |                |
| Bronnen:INE, Kamer van Afgevaardigden                     |            |               |           |        |      |            |                |

##### Opmerkelijke resultaten
Met 94 jaar werd Ifigenia Martínez in de Kamer gekozen en uitgeroepen tot voorzitter. Volgens de regel van evenredige vertegenwoordiging kwamen in de Kamer Patricia Mercado en Ivonne Ortega voor de Partij van de Burgerbeweging. Voor Morena werden Manuel Espino en Cuauhtémoc Blanco verkozen. Voor PVEM kwam Eruviel Ávila in de Kamer en voor PAN Germán Martínez.
In Michoacán won Leonel Godoy namens Morena en in Mexico-Stad Margarita Zavala voor PAN.

## Lokale verkiezingen
Elke deelstaat heeft zijn eigen electoraal instituut, dat samenwerkt met het Nationaal Electoraal Instituut (INE) voor de organisatie van lokale verkiezingen. Politieke partijen die bij vorige verkiezingen in de deelstaat ten minste 3% van de stemmen hebben gekregen, waren gerechtigd om deel te nemen in 2024. 
In totaal waren er 19,634 ambten verkiesbaar in 2024, waaronder gouverneurs van deelstaten, afgevaardigden voor de wetgevende macht per deelstaat, burgemeesters en gemeenteraadsleden. Partijen konden op lokaal niveau coalities vormen die niet noodzakelijkerwijs samenvallen met de landelijke coalities. 

### Gouverneurs
In acht staten werden gouverneurs verkozen en in Mexico-Stad een regeringsleider. In Yucatán won Morena het gouverneurschap dat in handen was van de PAN. In de overige staten behield de zittende partij of coalitie het gouverneurschap.
| Deelstaat   | Zittende Gouverneur       | Partij | Partij | Gekozen Gouverneur | Gekozen Gouverneur            | Partij | Partij |
| ----------- | ------------------------- | ------ | ------ | ------------------ | ----------------------------- | ------ | ------ |
| Chiapas     | Rutilio Escandón Cardenas |        | Morena |                    | Oscar Eduardo Ramirez Aguilar |        | Morena |
| Guanajuato  | Diego Rodriguez Vallejo   |        | PAN    |                    | Libya García Muñoz Ledo       |        | PAN    |
| Jalisco     | Enrique Alfaro            |        | MC     |                    | Pablo Lemus                   |        | MC     |
| Morelos     | Cuauhtémoc Blanco         |        | PES    |                    | Margarita González Saravia    |        | Morena |
| Puebla      | Sergio Salomon Cespedes   |        | Morena |                    | Alejandro Armento Mier        |        | Morena |
| Tabasco     | Carlos Merino Campos      |        | Morena |                    | Javier May Rodriguez          |        | Morena |
| Veracruz    | Cuitláhuac García Jiménez |        | Morena |                    | Rocío Nahle García            |        | Morena |
| Yucatán     | Mauricio Vila Dosal       |        | PAN    |                    | Joaquín Díaz Mena             |        | Morena |
| Mexico-Stad | Martí Batres Guadarrama   |        | Morena |                    | Clara Brugada Molina          |        | Morena |

### Gendergelijkheid
Om de gendergelijkheid op het niveau van gouverneurs van deelstaten te bevorderen stelde het Nationaal Electoraal Instituut een vrouwenquotum in: coalities moesten in ten minste vijf van de negen deelstaten een vrouw kandidaat stellen.
1917 · 1920 · 1922 · 1924 · 1926 · 1928 · 1929 · 1930 · 1932 · 1934 · 1937 · 1940 · 1943 · 1946 · 1949 · 1952 · 1955 · 1958 · 1961 · 1964 · 1967 · 1970 · 1973 · 1976 · 1979 · 1979 · 1982 · 1985 · 1988 · 1991 · 1994 · 1997 · 2000 · 2003 · 2006 · 2009 · 2012 · 2015 · 2018 · 2021 · 2024 · 2027